# I-82
I-82 (Interstate 82) — межштатная автомагистраль в Соединённых Штатах Америки. Протяжённость магистрали — 143,58 мили (231,07 км). Проходит по территории двух штатов.
| Штат  | миль   | км     |
| ----- | ------ | ------ |
| WA    | 132,57 | 213,35 |
| OR    | 11,01  | 17,72  |
| Всего | 143,58 | 213,07 |

## Маршрут магистрали
Северо-западный конец I-82 располагается в городе Элленсберг штата Вашингтон, на пересечении с I-90 и US 97. I-82 и US 97 отходят от I-90 на юг, в сторону города Якима. Перед Якимой I-82 пересекает SR 821 и SR 823. В Якиме I-82 и US 97 соединяются с US 12 и пересекают SR 24. После Якимы US 97 отделяется от I-82 и US 12. К западу от города Топпениш I-82 и US 12 пересекают SR 22, затем направляются дальше на запад и в городе Грейнджер пересекают SR 223. Далее магистраль проходит через Саннисайд, где пересекает SR 241. Затем I-82 и US 12 поворачивают на юго-восток и в городе Проссер пересекают SR 22. После Проссера магистраль поворачивает на северо-запад и проходит через Бентон-Сити. Далее на востоке, у города Ричленд, от I-82 отходит I-182, по маршруту которой следует US 12. Затем I-82 соединяется с US 395 и пересекает SR 14. После города Плимут I-82 и US 395 пересекают границу с Орегоном. В городе Юматилла I-82 пересекает US 730, где от магистрали отходит US 395. Юго-западнее города Хермистон I-82 заканчивается на пересечении с I-84 и US 30.

## Основные развязки
- US 12, Якима
- US 97, Якима
- I-182 / US 12, Ричленд
- US 395, Кенневик
- US 395 / US 730, Юматилла